# Kamienica Pinkarusowska w Krakowie
Kamienica Pinkarusowska – zabytkowa kamienica znajdująca się w Krakowie, w dzielnicy I przy ul. Floriańskiej 21, na Starym Mieście.

## Historia
Kamienica została wzniesiona w XIV wieku. Pod koniec XVI wieku należała do Sobiesierskich, na początku XVII wieku do Więckowiców, a w II połowie XVII wieku do Wilkońskich i Leszczyńskich. Na początku XVIII wieku była własnością Pikarusów, a następnie Michalczewskich. W 1772 była już dwupiętrowa oraz posiadała trzypiętrową oficynę tylną, na której parterze znajdował się sklep. U schyłku XVIII wieku kamienica należała do Józefa Łabuzińskiego, na początku XIX wieku do Jana Sikorskiego, a później do Ignacego Ulrycha. W II połowie XIX wieku została przebudowana i nadbudowana o trzecie piętro.
15 czerwca 1967 kamienica została wpisana do rejestru zabytków. Znajduje się także w gminnej ewidencji zabytków.

## Architektura
Kamienica ma cztery kondygnacje. Posiada ona wąską, dwuosiową fasadę o wystroju eklektycznym. W drugiej osi parteru znajduje się boniowany, półkoliście zwieńczony portal. Ponad wszystkimi oknami znajdują się gzymsy. Gzymsy okien drugiego piętra zostały połączone i zwieńczone w centralnej części trójkątnym frontonem ze sterczyną. Ponadto nad gzymsami okien pierwszego i drugiego piętra znajdują się fryzy o motywach roślinnych. Budynek wieńczy szeroki gzyms koronujący.